# Uzbekistan tại Thế vận hội
Uzbekistan lần đầu tiên tham dự Thế vận hội với tư cách một quốc gia độc lập vào năm 1994, và đã gửi vận động viên (VĐV) tới các kỳ đại hội kể từ đó. Trước đó, các VĐV Uzbekistan thi đấu theo đoàn thể thao Liên Xô tại Thế vận hội từ năm 1952 đến năm 1988, và ngay sau khi Liên Xô tan rã, Uzbekistan là một phần của Đoàn thể thao Hợp nhất tại kỳ năm 1992. 
Các VĐV Uzbekistan đã giành được tổng cộng 26 huy chương tại các kỳ Thế vận hội Mùa hè, chủ yếu ở các môn đấu vật và quyền Anh. Nước này cũng đã có một tấm huy chương Thế vận hội Mùa đông. Ủy ban Olympic quốc gia của Uzbekistan được thành lập năm 1992 và được công nhận bởi Ủy ban Olympic Quốc tế vào năm 1993.

## Huy chương

### Thế vận hội Mùa hè
| Thế vận hội           | Số VĐV                                        | Vàng                                          | Bạc                                           | Đồng                                          | Tổng số                                       | Xếp thứ                                       |
| Paris 1900            | như một phần của Đế quốc Nga (RU1)            | như một phần của Đế quốc Nga (RU1)            | như một phần của Đế quốc Nga (RU1)            | như một phần của Đế quốc Nga (RU1)            | như một phần của Đế quốc Nga (RU1)            | như một phần của Đế quốc Nga (RU1)            |
| St. Louis 1904        | như một phần của Đế quốc Nga (RU1)            | như một phần của Đế quốc Nga (RU1)            | như một phần của Đế quốc Nga (RU1)            | như một phần của Đế quốc Nga (RU1)            | như một phần của Đế quốc Nga (RU1)            | như một phần của Đế quốc Nga (RU1)            |
| Luân Đôn 1908         | như một phần của Đế quốc Nga (RU1)            | như một phần của Đế quốc Nga (RU1)            | như một phần của Đế quốc Nga (RU1)            | như một phần của Đế quốc Nga (RU1)            | như một phần của Đế quốc Nga (RU1)            | như một phần của Đế quốc Nga (RU1)            |
| Stockholm 1912        | như một phần của Đế quốc Nga (RU1)            | như một phần của Đế quốc Nga (RU1)            | như một phần của Đế quốc Nga (RU1)            | như một phần của Đế quốc Nga (RU1)            | như một phần của Đế quốc Nga (RU1)            | như một phần của Đế quốc Nga (RU1)            |
| Antwerpen 1920        | không tham dự                                 | không tham dự                                 | không tham dự                                 | không tham dự                                 | không tham dự                                 | không tham dự                                 |
| Paris 1924            | không tham dự                                 | không tham dự                                 | không tham dự                                 | không tham dự                                 | không tham dự                                 | không tham dự                                 |
| Amsterdam 1928        | không tham dự                                 | không tham dự                                 | không tham dự                                 | không tham dự                                 | không tham dự                                 | không tham dự                                 |
| Los Angeles 1932      | không tham dự                                 | không tham dự                                 | không tham dự                                 | không tham dự                                 | không tham dự                                 | không tham dự                                 |
| Berlin 1936           | không tham dự                                 | không tham dự                                 | không tham dự                                 | không tham dự                                 | không tham dự                                 | không tham dự                                 |
| Luân Đôn 1948         | không tham dự                                 | không tham dự                                 | không tham dự                                 | không tham dự                                 | không tham dự                                 | không tham dự                                 |
| Helsinki 1952         | như một phần của Liên Xô (URS)                | như một phần của Liên Xô (URS)                | như một phần của Liên Xô (URS)                | như một phần của Liên Xô (URS)                | như một phần của Liên Xô (URS)                | như một phần của Liên Xô (URS)                |
| Melbourne 1956        | như một phần của Liên Xô (URS)                | như một phần của Liên Xô (URS)                | như một phần của Liên Xô (URS)                | như một phần của Liên Xô (URS)                | như một phần của Liên Xô (URS)                | như một phần của Liên Xô (URS)                |
| Roma 1960             | như một phần của Liên Xô (URS)                | như một phần của Liên Xô (URS)                | như một phần của Liên Xô (URS)                | như một phần của Liên Xô (URS)                | như một phần của Liên Xô (URS)                | như một phần của Liên Xô (URS)                |
| Tokyo 1964            | như một phần của Liên Xô (URS)                | như một phần của Liên Xô (URS)                | như một phần của Liên Xô (URS)                | như một phần của Liên Xô (URS)                | như một phần của Liên Xô (URS)                | như một phần của Liên Xô (URS)                |
| Thành phố México 1968 | như một phần của Liên Xô (URS)                | như một phần của Liên Xô (URS)                | như một phần của Liên Xô (URS)                | như một phần của Liên Xô (URS)                | như một phần của Liên Xô (URS)                | như một phần của Liên Xô (URS)                |
| München 1972          | như một phần của Liên Xô (URS)                | như một phần của Liên Xô (URS)                | như một phần của Liên Xô (URS)                | như một phần của Liên Xô (URS)                | như một phần của Liên Xô (URS)                | như một phần của Liên Xô (URS)                |
| Montréal 1976         | như một phần của Liên Xô (URS)                | như một phần của Liên Xô (URS)                | như một phần của Liên Xô (URS)                | như một phần của Liên Xô (URS)                | như một phần của Liên Xô (URS)                | như một phần của Liên Xô (URS)                |
| Moskva 1980           | như một phần của Liên Xô (URS)                | như một phần của Liên Xô (URS)                | như một phần của Liên Xô (URS)                | như một phần của Liên Xô (URS)                | như một phần của Liên Xô (URS)                | như một phần của Liên Xô (URS)                |
| Los Angeles 1984      | như một phần của Liên Xô (URS)                | như một phần của Liên Xô (URS)                | như một phần của Liên Xô (URS)                | như một phần của Liên Xô (URS)                | như một phần của Liên Xô (URS)                | như một phần của Liên Xô (URS)                |
| Seoul 1988            | như một phần của Liên Xô (URS)                | như một phần của Liên Xô (URS)                | như một phần của Liên Xô (URS)                | như một phần của Liên Xô (URS)                | như một phần của Liên Xô (URS)                | như một phần của Liên Xô (URS)                |
| Barcelona 1992        | như một phần của Đoàn thể thao hợp nhất (EUN) | như một phần của Đoàn thể thao hợp nhất (EUN) | như một phần của Đoàn thể thao hợp nhất (EUN) | như một phần của Đoàn thể thao hợp nhất (EUN) | như một phần của Đoàn thể thao hợp nhất (EUN) | như một phần của Đoàn thể thao hợp nhất (EUN) |
| Atlanta 1996          | 71                                            | 0                                             | 1                                             | 1                                             | 2                                             | 58                                            |
| Sydney 2000           | 70                                            | 1                                             | 1                                             | 2                                             | 4                                             | 43                                            |
| Athens 2004           | 70                                            | 2                                             | 1                                             | 2                                             | 5                                             | 34                                            |
| Bắc Kinh 2008         | 56                                            | 0                                             | 1                                             | 3                                             | 4                                             | 62                                            |
| Luân Đôn 2012         | 54                                            | 0                                             | 0                                             | 3                                             | 3                                             | 75                                            |
| Rio de Janeiro 2016   | 70                                            | 4                                             | 2                                             | 7                                             | 13                                            | 21                                            |
| Tokyo 2020            | 67                                            | 3                                             | 0                                             | 2                                             | 5                                             | 32                                            |
| Paris 2024            | chưa diễn ra                                  | chưa diễn ra                                  | chưa diễn ra                                  | chưa diễn ra                                  | chưa diễn ra                                  | chưa diễn ra                                  |
| Los Angeles 2028      | chưa diễn ra                                  | chưa diễn ra                                  | chưa diễn ra                                  | chưa diễn ra                                  | chưa diễn ra                                  | chưa diễn ra                                  |
|                       | chưa diễn ra                                  | chưa diễn ra                                  | chưa diễn ra                                  | chưa diễn ra                                  | chưa diễn ra                                  | chưa diễn ra                                  |
| Total                 | Total                                         | 10                                            | 6                                             | 20                                            | 36                                            | 58                                            |

### Thế vận hội Mùa đông
| Thế vận hội              | Số VĐV                                        | Vàng                                          | Bạc                                           | Đồng                                          | Tổng số                                       | Xếp thứ                                       |
| ------------------------ | --------------------------------------------- | --------------------------------------------- | --------------------------------------------- | --------------------------------------------- | --------------------------------------------- | --------------------------------------------- |
| Oslo 1952                | như một phần của Liên Xô (URS)                | như một phần của Liên Xô (URS)                | như một phần của Liên Xô (URS)                | như một phần của Liên Xô (URS)                | như một phần của Liên Xô (URS)                | như một phần của Liên Xô (URS)                |
| Cortina d'Ampezzo 1956   | như một phần của Liên Xô (URS)                | như một phần của Liên Xô (URS)                | như một phần của Liên Xô (URS)                | như một phần của Liên Xô (URS)                | như một phần của Liên Xô (URS)                | như một phần của Liên Xô (URS)                |
| Squaw Valley 1960        | như một phần của Liên Xô (URS)                | như một phần của Liên Xô (URS)                | như một phần của Liên Xô (URS)                | như một phần của Liên Xô (URS)                | như một phần của Liên Xô (URS)                | như một phần của Liên Xô (URS)                |
| Innsbruck 1964           | như một phần của Liên Xô (URS)                | như một phần của Liên Xô (URS)                | như một phần của Liên Xô (URS)                | như một phần của Liên Xô (URS)                | như một phần của Liên Xô (URS)                | như một phần của Liên Xô (URS)                |
| Grenoble 1968            | như một phần của Liên Xô (URS)                | như một phần của Liên Xô (URS)                | như một phần của Liên Xô (URS)                | như một phần của Liên Xô (URS)                | như một phần của Liên Xô (URS)                | như một phần của Liên Xô (URS)                |
| Sapporo 1972             | như một phần của Liên Xô (URS)                | như một phần của Liên Xô (URS)                | như một phần của Liên Xô (URS)                | như một phần của Liên Xô (URS)                | như một phần của Liên Xô (URS)                | như một phần của Liên Xô (URS)                |
| Innsbruck 1976           | như một phần của Liên Xô (URS)                | như một phần của Liên Xô (URS)                | như một phần của Liên Xô (URS)                | như một phần của Liên Xô (URS)                | như một phần của Liên Xô (URS)                | như một phần của Liên Xô (URS)                |
| Lake Placid 1980         | như một phần của Liên Xô (URS)                | như một phần của Liên Xô (URS)                | như một phần của Liên Xô (URS)                | như một phần của Liên Xô (URS)                | như một phần của Liên Xô (URS)                | như một phần của Liên Xô (URS)                |
| Sarajevo 1984            | như một phần của Liên Xô (URS)                | như một phần của Liên Xô (URS)                | như một phần của Liên Xô (URS)                | như một phần của Liên Xô (URS)                | như một phần của Liên Xô (URS)                | như một phần của Liên Xô (URS)                |
| Calgary 1988             | như một phần của Liên Xô (URS)                | như một phần của Liên Xô (URS)                | như một phần của Liên Xô (URS)                | như một phần của Liên Xô (URS)                | như một phần của Liên Xô (URS)                | như một phần của Liên Xô (URS)                |
| Albertville 1992         | như một phần của Đoàn thể thao hợp nhất (EUN) | như một phần của Đoàn thể thao hợp nhất (EUN) | như một phần của Đoàn thể thao hợp nhất (EUN) | như một phần của Đoàn thể thao hợp nhất (EUN) | như một phần của Đoàn thể thao hợp nhất (EUN) | như một phần của Đoàn thể thao hợp nhất (EUN) |
| Lillehammer 1994         | 7                                             | 1                                             | 0                                             | 0                                             | 1                                             | 14                                            |
| Nagano 1998              | 4                                             | 0                                             | 0                                             | 0                                             | 0                                             | −                                             |
| Thành phố Salt Lake 2002 | 6                                             | 0                                             | 0                                             | 0                                             | 0                                             | −                                             |
| Torino 2006              | 4                                             | 0                                             | 0                                             | 0                                             | 0                                             | −                                             |
| Vancouver 2010           | 3                                             | 0                                             | 0                                             | 0                                             | 0                                             | −                                             |
| Sochi 2014               | 3                                             | 0                                             | 0                                             | 0                                             | 0                                             | −                                             |
| Pyeongchang 2018         | 2                                             | 0                                             | 0                                             | 0                                             | 0                                             | −                                             |
| Bắc Kinh 2022            | 1                                             | 0                                             | 0                                             | 0                                             | 0                                             | -                                             |
| Milano–Cortina 2026      | chưa diễn ra                                  | chưa diễn ra                                  | chưa diễn ra                                  | chưa diễn ra                                  | chưa diễn ra                                  | chưa diễn ra                                  |
| Total                    | Total                                         | 1                                             | 0                                             | 0                                             | 1                                             | 42                                            |

### Huy chương theo môn Mùa hè
| Môn                | Vàng | Bạc | Đồng | Tổng số |
| ------------------ | ---- | --- | ---- | ------- |
| Quyền Anh          | 5    | 2   | 8    | 15      |
| Đấu vật            | 2    | 2   | 4    | 8       |
| Cử tạ              | 2    | 0   | 1    | 3       |
| Taekwondo          | 1    | 0   | 0    | 1       |
| Judo               | 0    | 2   | 5    | 7       |
| Thể dục dụng cụ    | 0    | 0   | 2    | 2       |
| Tổng số (6 đơn vị) | 10   | 6   | 20   | 36      |

### Huy chương theo môn Mùa đông
| Môn                | Vàng | Bạc | Đồng | Tổng số |
| ------------------ | ---- | --- | ---- | ------- |
| Trượt tuyết tự do  | 1    | 0   | 0    | 1       |
| Tổng số (1 đơn vị) | 1    | 0   | 0    | 1       |

## VĐV giành huy chương

### Thế vận hội Mùa hè
| Huy chương | Tên VĐV                   | Thế vận hội         | Môn thi đấu     | Nội dung                   |
| ---------- | ------------------------- | ------------------- | --------------- | -------------------------- |
| Bạc        | Armen Bagdasarov          | Atlanta 1996        | Judo            | Hạng cân 86 kg nam         |
| Đồng       | Karim Tulaganov           | Atlanta 1996        | Quyền Anh       | Hạng dưới trung nam        |
| Vàng       | Mahammatkodir Abdoollayev | Sydney 2000         | Quyền Anh       | Hạng dưới bán trung nam    |
| Bạc        | Artur Taymazov            | Sydney 2000         | Đấu vật         | Tự do nam hạng cân 130 kg  |
| Đồng       | Rustam Saidov             | Sydney 2000         | Quyền Anh       | Hạng siêu nặng nam         |
| Đồng       | Sergey Mihaylov           | Sydney 2000         | Quyền Anh       | Hạng dưới nặng nam         |
| Vàng       | Artur Taymazov            | Athens 2004         | Đấu vật         | Tự do nam hạng cân 120 kg  |
| Vàng       | Alexandr Dokturishvili    | Athens 2004         | Đấu vật         | Cổ điển nam hạng cân 74 kg |
| Bạc        | Magomed Ibragimov         | Athens 2004         | Đấu vật         | Tự do nam hạng cân 96 kg   |
| Đồng       | Bahodirjon Sooltonov      | Athens 2004         | Quyền Anh       | Hạng gà nam                |
| Đồng       | Utkirbek Haydarov         | Athens 2004         | Quyền Anh       | Hạng dưới nặng nam         |
| Bạc        | Abdullo Tangriev          | Bắc Kinh 2008       | Judo            | Hạng cân +100 kg nam       |
| Đồng       | Anton Fokin               | Bắc Kinh 2008       | Thể dục dụng cụ | Xà kép nam                 |
| Đồng       | Ekaterina Khilko          | Bắc Kinh 2008       | Thể dục dụng cụ | Nhào lộn nữ                |
| Đồng       | Rishod Sobirov            | Bắc Kinh 2008       | Judo            | Hạng cân 60 kg nam         |
| Đồng       | Abbos Atoev               | Luân Đôn 2012       | Quyền Anh       | Hạng trung nam             |
| Đồng       | Rishod Sobirov            | Luân Đôn 2012       | Judo            | Hạng cân 60 kg nam         |
| Đồng       | Ivan Efremov              | Luân Đôn 2012       | Cử tạ           | Hạng cân 105 kg nam        |
| Vàng       | Hasanboy Dusmatov         | Rio de Janeiro 2016 | Quyền Anh       | Hạng dưới ruồi nam         |
| Vàng       | Ruslan Nurudinov          | Rio de Janeiro 2016 | Cử tạ           | Hạng cân 105 kg nam        |
| Vàng       | Shakhobidin Zoirov        | Rio de Janeiro 2016 | Quyền Anh       | Hạng ruồi nam              |
| Vàng       | Fazliddin Gaibnazarov     | Rio de Janeiro 2016 | Quyền Anh       | Hạng dưới bán trung nam    |
| Bạc        | Shakhram Giyasov          | Rio de Janeiro 2016 | Quyền Anh       | Hạng cân 69 kg nam         |
| Bạc        | Bektemir Melikuziev       | Rio de Janeiro 2016 | Quyền Anh       | Hạng trung nam             |
| Đồng       | Diyorbek Urozboev         | Rio de Janeiro 2016 | Judo            | Hạng cân 60 kg nam         |
| Đồng       | Rishod Sobirov            | Rio de Janeiro 2016 | Judo            | Hạng cân 66 kg nam         |
| Đồng       | Rustam Tulaganov          | Rio de Janeiro 2016 | Quyền Anh       | Hạng nặng nam              |
| Đồng       | Elmurat Tasmuradov        | Rio de Janeiro 2016 | Đấu vật         | Cổ điển nam hạng cân 59 kg |
| Đồng       | Murodjon Akhmadaliev      | Rio de Janeiro 2016 | Quyền Anh       | Hạng gà nam                |
| Đồng       | Ikhtiyor Navruzov         | Rio de Janeiro 2016 | Đấu vật         | Tự do nam hạng cân 65 kg   |
| Đồng       | Magomed Ibragimov         | Rio de Janeiro 2016 | Đấu vật         | Tự do nam hạng cân 97 kg   |
| Vàng       | Ulugbek Rashitov          | Tokyo 2020          | Taekwondo       | Hạng cân 68 kg nam         |
| Vàng       | Akbar Djuraev             | Tokyo 2020          | Cử tạ           | Hạng cân 109 kg nam        |
| Vàng       | Bakhodir Jalolov          | Tokyo 2020          | Quyền Anh       | Hạng siêu nặng nam         |
| Đồng       | Davlat Bobonov            | Tokyo 2020          | Judo            | Hạng cân 90 kg nam         |
| Đồng       | Bekzod Abdurakhmonov      | Tokyo 2020          | Đấu vật         | Tự do nam hạng cân 74 kg   |

### Thế vận hội Mùa đông
| Huy chương | Tên VĐV         | Thế vận hội      | Môn thi đấu       | Nội dung       |
| ---------- | --------------- | ---------------- | ----------------- | -------------- |
| Vàng       | Lina Cheryazova | Lillehammer 1994 | Trượt tuyết tự do | Không trung nữ |

## Đổi màu huy chương
1. Ivan Efremov từ vị trí thứ tư lên huy chương đồng (Cử tạ tại Thế vận hội Mùa hè 2012 – Hạng cân 105 kg nam)

## Tước huy chương
| Huy chương | Tên VĐV        | Môn thi đấu | Nội dung            | Thời gian           |
| ---------- | -------------- | ----------- | ------------------- | ------------------- |
| Bạc        | Soslan Tigiev  | Đấu vật     | Hạng cân 74 kg nam  | 20 tháng 8 năm 2008 |
| Vàng       | Artur Taymazov | Đấu vật     | Hạng cân 120 kg nam | 21 tháng 8 năm 2008 |
| Đồng       | Soslan Tigiev  | Đấu vật     | Hạng cân 74 kg nam  | 10 tháng 8 năm 2012 |
| Vàng       | Artur Taymazov | Đấu vật     | Hạng cân 120 kg nam | 11 tháng 8 năm 2012 |